# Cattedrale di San Clemente (Praga)

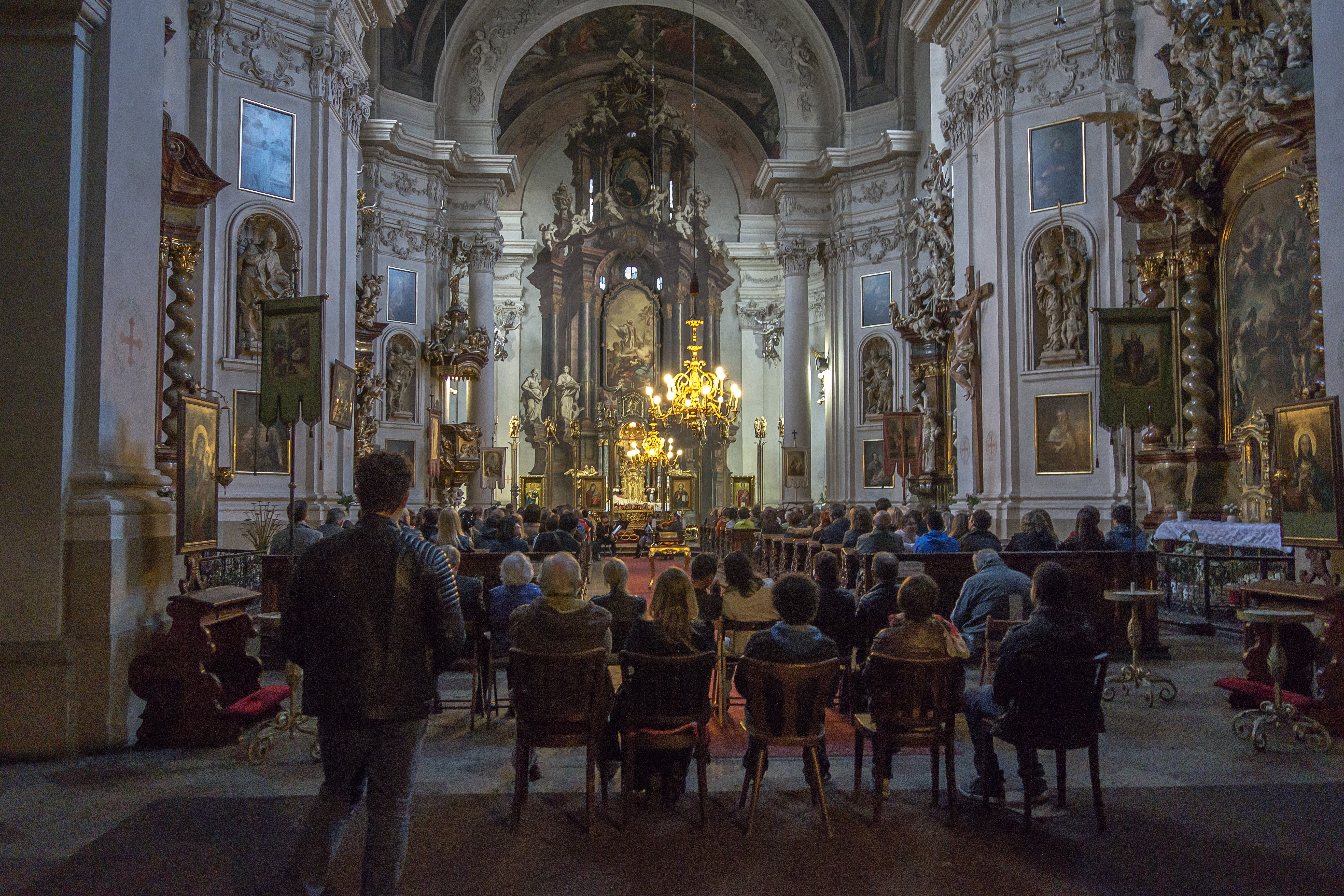
Cattedrale di San Clemente: interno

La cattedrale di San Clemente (in lingua ceca: Katedrála svatého Klementa) si trova a Praga, in Repubblica Ceca, ed è la cattedrale dell'esarcato apostolico della Repubblica Ceca. La chiesa è stata eretta a cattedrale con la bolla papale di Giovanni Paolo II del 13 marzo 1996, che istituiva l'esarcato apostolico.

## Storia e descrizione
La chiesa è in stile barocco a navata unica, fu costruita dai gesuiti nella zona Clementinum tra il 1711 ed il 1715, progettata da František Kaňka e realizzata da Anselmo Lurago sul sito di una chiesa gotica più antica, in cui i domenicani nel 1227 avevano fondato un loro monastero, poi distrutto dagli Ussiti nel 1420. La Cappella Italiana, o Cappella della Nostra Signora, fu costruita precedentemente alla chiesa di San Clemente, tra il 1590 e il 1600, per gli italiani abitanti a Praga.
All'interno la chiesa ha un aspetto riccamente decorato, con statue dei Padri della Chiesa e gli Evangelisti poste nelle nicchie delle pareti, opera di Matthias Braun. L'altare principale è arricchito da un dipinto di Josef Kramolín. L'iconostasi originale è stata successivamente sostituita con una nuova nel 1984.